# Laura Glitz
Laura Glitz (née le 17 mai 1967) est une joueuse de tennis américaine, professionnelle du milieu des années 1980 à 1994.
Elle a remporté un tournoi WTA en double dames pendant sa carrière.

## Palmarès

### Titre en double dames
| No | Date       | Nom et lieu du tournoi | Catégorie | Dotation | Surface    | Partenaire        | Finalistes               | Score         |  |
| -- | ---------- | ---------------------- | --------- | -------- | ---------- | ----------------- | ------------------------ | ------------- |  |
| 1  | 14-07-1986 | OTB Open Schenectady   |           | 15 000 $ | Dur (ext.) | Jennifer Goodling | Jennifer Fuchs Dena Levy | 6-3, 3-6, 6-0 |  |

### Finale en double dames
| No | Date       | Nom et lieu du tournoi | Catégorie | Dotation | Surface      | Vainqueures                     | Partenaire      | Score    |          |
| -- | ---------- | ---------------------- | --------- | -------- | ------------ | ------------------------------- | --------------- | -------- | -------- |
| 1  | 02-12-1991 | Nivea Cup São Paulo    | Tier V    | 75 000 $ | Terre (ext.) | Inés Gorrochategui Mercedes Paz | Renata Baranski | 6-2, 6-2 | Parcours |

## Parcours en Grand Chelem

### En simple
N'a jamais participé à un tableau final.

### En double dames
| Année | Open d'Australie              | Open d'Australie        | Internationaux de France  | Internationaux de France  | Wimbledon                  | Wimbledon                  | US Open                     | US Open               |
| ----- | ----------------------------- | ----------------------- | ------------------------- | ------------------------- | -------------------------- | -------------------------- | --------------------------- | --------------------- |
| 1992  | 1er tour (1/32) B. Somerville | M. Maleeva              | 2e tour (1/16) C. Kuhlman | I. Driehuis N. van Lottum | 1er tour (1/32) C. Kuhlman | Carin Bakkum M. Strandlund | 1er tour (1/32) Tessa Price | Yayuk Basuki Jo Durie |
| 1993  | 1er tour (1/32) J. Santrock   | G. Fernández N. Zvereva | -                         | -                         | -                          | -                          | -                           | -                     |

Sous le résultat, la partenaire ; à droite, l’ultime équipe adverse.

## Classements WTA en fin de saison

### En simple
| Année | 1988 | 1989 | 1990 | 1991 | 1992 | 1993 | 1994 |
| Rang  | 365  | 605  | 443  | 402  | 399  | 379  | 514  |

Source : (en) « Classements de Laura Glitz », sur le site officiel du WTA Tour

### En double
| Année | 1988 | 1989 | 1990 | 1991 | 1992 | 1993 | 1994 |
| Rang  | 493  | 297  | 202  | 231  | 145  | 252  | 713  |

Source : (en) « Classements de Laura Glitz », sur le site officiel du WTA Tour